# کوبان (سکه طلا)

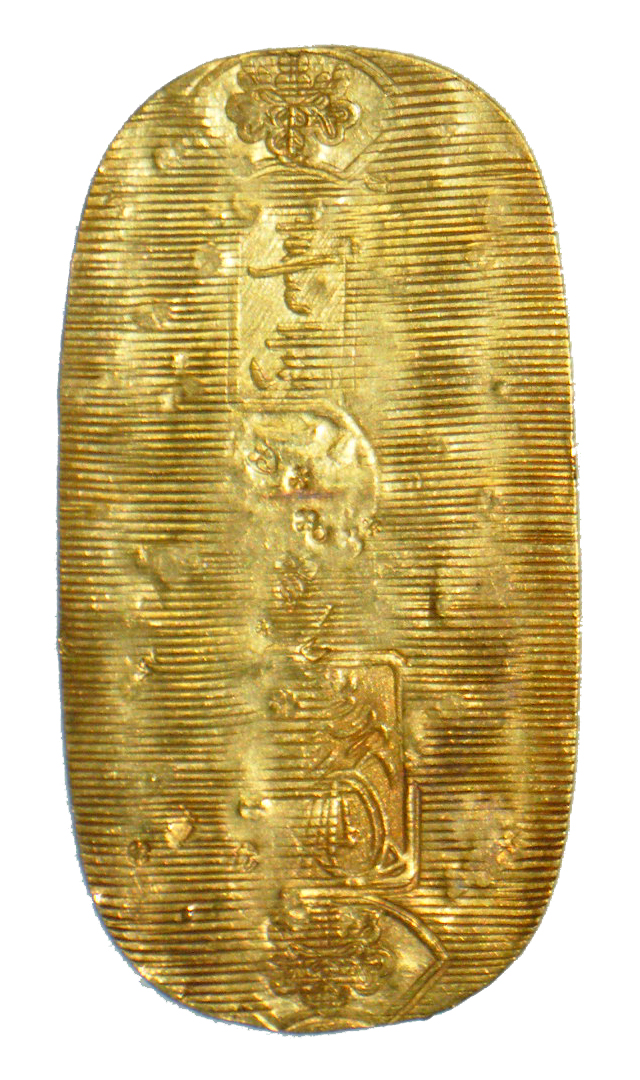

کوبان (به ژاپنی: 小判 Koban) یک سکه طلای بیضی ژاپنی در دوره ادو ژاپن بود، برابر با یک ریو (سکه طلا)، یکی دیگر از واحدهای پولی ژاپن در ضرب سکه توکوگاوا بود.
از قرن دهم به بعد، سکه‌های ضرب شده توسط دولت مرکزی برای یک دورهٔ طولانی از رونق افتاد. مردم در معاملات خود به جای پول، از ابریشم و برنج یا سکه‌های چینی استفاده می‌کردند. توکوُگاوا ایه‌یاسو بلافاصله پس از به قدرت رسیدن در اوایل قرن هفدهم، اقدام به ضرب سکه‌های طلای کوبان کرد. سکه‌های دست‌ساز کوبان، با نظارت دقیق و سختگیرانهٔ ضرابخانه‌ها ساخته می‌شد. این سکه‌ها درخشش طلایی رنگی داشته و بر روی آنها مُهرها و طرح‌های گوناگونی نقش بسته‌است. این واقعیت که چگونه این سکه‌ها با گذشت چندین قرن همچنان درخشندگیِ زمان ساختِ خود را حفظ کرده‌اند، بیانگر تعهد نظامِ شوگونیِ وقت به ضرب سکه‌های قابل اعتمادی بود که بتواند در سراسر ژاپن رواج پیدا کند.